# 德朗厄達爾
德朗厄達爾（挪威語：Drangedal）是挪威泰勒马克郡的市镇，行政中心为普里斯特斯特蘭達村。市镇面积为1,063平方公里，人口数量为4,091人（2023年），人口密度为每平方公里4.1人。